# Joan Marín del Río
Joan Marín del Río   (València, 1975) és un historietista i fotògraf valencià instal·lat a Barcelona. Firma els seus treballs amb el pseudònim Xoan Marín.
Va viure la infantesa a Benifaió. Entre 1994 i 1999 va cursar els estudis d'Arts i oficis a València en l'especialitat de Disseny Gràfic i Il·lustració. En el camp de la historieta és el responsable de títols com Martín (Dude Comics, 2000), la sèrie infantil Estrellats (Revista Camacuc, 1999-2000) i ha col·laborat en les revistes Buen Provecho i Dos Veces Breve. Van ser membre fundador del col·lectiu 7 monos, amb les quals va realitzar diverses històries curtes i il·lustracions, publicades en diversos números especials. Ha realitzat il·lustracions per a diversos mitjans com la cartelera Turia de València i la publicació Fanzone. En el 2001 ingressa en la Facultat de Belles Arts de Barcelona, on es llicencia en Pintura i Fotografia. En el 2003 crea al costat de Manuel Bartual la revista digital Nomagazine. En el 2004 abandona la seua activitat com historietista per reprendre-la en 2007, realitzant diversos projectes en col·laboració amb l'escriptor i amic Valentín Vañó. En 2008 publica, amb guió d'Hernán Migoya la seua primera novel·la gràfica, Olimpita, publicada per Norma Còmics. En 2012 està previst que el mateix tàndem publique una nova novel·la gràfica, Plagio.
Migoya i Marín també publiquen, amb el nom de Latinópolis, una pàgina de còmic mensual a la revista literària peruana Etiqueta Negra.
Com a fotògraf treballa de Tècnic de Laboratori en la Universitat de Belles Arts de Barcelona des de 2006. Ha realitzat tallers de pintura amb Antonio López García (pintura figurativa. Plasencia 2004) i fotografia amb Joan Fontcuberta (nous camins en la postfotografia. Alacant, 2007).

### Novel·la gràfica
- 2008. Olimpita, juntament amb Hernán Migoya. Norma editorial.
- 2012. Plagio, juntament amb Hernán Migoya. Norma editorial.

## Exposicions fotogràfiques[calcitació]
- 2008. Exposició a Sant Carles de la Ràpita. Sèrie: Menjadors Universitaris
- 2007. Espai Català Roca. Casa Golferichs, Barcelona (10 d'octubre- 10 de novembre). Sèrie: Menjadors Universitaris